# Матеу Морей Бауса
Матеу Морей Бауса (ісп. Mateu Morey Bauzà, нар. 2 березня 2000, Петра) — іспанський футболіст, правий захисник «Мальорки».

## Клубна кар'єра
Народився 2 березня 2000 року в Петрі. Вихованець юнацьких команд футбольних клубів «Мальорка» та «Барселона». З 2018 року почав залучатися до ігор «Барселони Б», утім швидко був відокремлений від команди через відмову від подовження контракту з каталонцями.
Влітку 2019 року на правах вільного агента уклав контракт з дортмундською «Боруссією». Спочатку грав за другу команду в одній з регіональних ліг, а у травні 2020 року дебютував у складі головної команди «Боруссії» в Бундеслізі.
5 липня 2024 року підписав контракт на рік з «Мальоркою», за яку виступав ще юнаком.

## Виступи за збірні
2016 року дебютував за юнацьку збірну Іспанії (U-17). Взяв участь у 20 іграх у її складі, відзначившись трьома забитими голами. 2017 року був основним гравцем команди, що виграла тогорічний юнацький чемпіонат Європи (U-17) та фінішувала другою на тогорічному чемпіонаті світу серед 17-річних.

## Титули і досягнення
- Переможець Юнацької ліги УЄФА (1):

«Барселона»: 2017-18
- Володар Кубка Німеччини (1):

«Боруссія» (Дортмунд): 2020-2021
Збірні
- Чемпіон Європи (U-17): 2017
- Переможець Середземноморських ігор: 2018